# Малые часы
«Малые часы» — американский комедийный фильм, снятый Джеффом Бэеной. Мировая премьера кинокартины состоялась 19 января 2017 года на кинофестивале «Сандэнс».
Фильм рассказывает о молодом слуге Массето, который сбегает от своего злого господина в монастырь под видом глухонемого наёмника.

## Сюжет
1347 год. Монастырь в Гарфаньяне. Монахинь возглавляет отец Томассо. Среди монахинь:  Алессандра, которая хочет лучшей жизни для себя и содержится в монастыре, благодаря поддержке отца от церкви, а не по собственному желанию; Женевра, сплетница, и как позже выяснилось - лесбиянка и еврейка; и Фернанда, эмоционально нестабильная и жестокая женщина. Все трое регулярно нападают на садовника и вынуждают его уволиться.
Тем временем в Луниджане молодой слуга по имени Массетто вступает в сексуальные отношения с женой своего хозяина. Сбежав, он обнаруживает отца Томассо, который пошел продавать вышивку, но вместо этого напился и потерял свои вещи в реке. Массетто помогает ему вернуться домой. Они договариваются, чтобы Массетто работал садовником, притворяясь глухонемым, в надежде на то, что это образумит монахинь.
Появляется подруга Фернанды - Марта и призывает Алессандру и Женевру напиться вина, и объясняет, что быть с мужчиной - самое большое удовольствие. Фернанда забирает Женевру обратно в свою комнату, где они занимаются сексом. Массетто и Алессандра начинают сближаться, а Женевра начинает испытывать чувства к Фернанде.
Позже Фернанда похищает Массетто  и уводит его в лес, где они встречаются с шабашем ведьм. Она пытается выполнить ритуал плодородия с Массетто, но ее останавливает прибытие Алессандры и Женевры. Под воздействием галлюциногенной белладонны Женевра снимает с себя одежду, начинает танцевать и ворует осла монастыря. Массетто показывает, что он не глухонемой, пытаясь освободиться. Они возвращаются в монастырь, и все их секреты раскрываются в присутствии приглашенного епископа Бартоломео.
Отца Томассо отправляют стать монахом после того, как обнаруживается, что он и Высшая Мать влюблены и имеют тайные отношения. Массетто возвращается к своему хозяину и содержится в тюремной камере с надвигающейся угрозой пыток и смерти, пока три монахини (которые примирились и сформировали еще более крепкую дружбу) не помогут ему сбежать.
В то время как Алессандра, Массетто, Женевра и Фернанда бегут взявшись за руки обратно в монастырь, Настоятель Матери и Отец Томассо тайно встретились под предлогом того, что Настоятель Матери отправился за ослом. Они прячутся, когда мимо бегают монахини и Массетто. Фернанда останавливается и в замешательстве смотрит на вновь освобожденного осла, которого она сама столько раз использовала в качестве предлога, чтобы сбежать из монастыря. Когда группа уходит, отец Томассо и Мать-супруга обнимаются и улыбаются друг другу.

## В ролях
| Актёр           | Роль               |
| --------------- | ------------------ |
| Элисон Бри      | Алессандра         |
| Дэйв Франко     | Массето            |
| Кейт Микуччи    | Женевра            |
| Обри Плаза      | Фернанда           |
| Джон Си Райли   | отец Томассо       |
| Молли Шэннон    | сестра Мареа       |
| Фред Армисен    | епископ Бартоломео |
| Джонатан Габрус | стражник Грегорио  |
| Джемайма Кёрк   | Марта              |
| Ник Офферман    | господин Бруно     |
| Адам Палли      | стражник Паоло     |
| Пол Райзер      | Иларио             |
| Лорэн Уидман    | Франческа          |
| Пол Вайц        | Лурко              |

## Критика
Фильм получил положительные отзывы от кинокритиков. На сайте Rotten Tomatoes кинолента имеет рейтинг 77 % на основе 115 рецензий со средним баллом 6,41/10. На Metacritic фильм получил 70 баллов из 100 на основе 20 рецензий, что считается по большей части положительным приёмом.